# Colne Brook
Der Colne Brook ist ein Wasserlauf in Buckinghamshire, England. Er entsteht als Abzweig des River Colne bei Uxbridge auf der Grenze von Greater London und Buckinghamshire. Während der River Colne weiter in Greater London verläuft, wendet sich der Colne Brook nach Westen und fließt nach dem Unterqueren des M25 motorway in südlicher Richtung. Zwischen Iver und Thorney verläuft er noch einmal östlich der M25. Am Autobahnkreuz von M25 und M4 motorway unterquert er erst die M25 nach Westen und dann die M4 nach Süden und verläuft dann westlich der M25 bis zu seiner Mündung in die Themse an der M25 Runnymede Bridge flussabwärts des Bell Weir Lock.
Der Poyle Channel verbindet den Colne Brook mit dem Wraysbury River.